# Steinhausen (Korschenbroich)
Steinhausen ist ein Ortsteil der Stadt Korschenbroich im nordrhein-westfälischen Rhein-Kreis Neuss.

## Geschichte
Erstmals wird Steinhausen 1166 in der Teilungsurkunde der Hildegund von Meer als Steinsale (allodium steinsale) erwähnt, dieser Name wurde noch bis 1532 verwendet. Steinhausen war allodium (Eigentum) der Liedberger Grafen. In Steinhausen gab es ein Herrenhaus. Es war ursprünglich ein Burg- und Ritterlehen von Liedberg mit 67,5 Morgen Land.
Der Ort war zusammen mit Liedberg, Drölsholz, Steinforth, Rubbelrath, Schlich, Horst und Pesch; Miteigentümer einer großen Marktgenossenschaft bzw. Allmende – dem Hoppbruch, der bis 1798 als Hofbroich (dem Hofe/König gehörend) bezeichnet wurde. Die Marktgenossenschaft bestand bis 1842. Genutzt wurde das Gebiet als Weide für Pferde, Rinder, Schweine und Gänse nach festgelegten Regeln. Die Gesamtfläche des Hoppbruchs betrug 630 Morgen. Eigentümer und Nutznießer waren die einzelnen Haushalte, nicht jedoch nach Jakob Bremer die zivile Gemeinde. Später wurde der Hoppbruch zugunsten der Gemeindekasse verwaltet.
Steinhausen gehörte zur Gemeinde Liedberg, welche am 1. Januar 1975 vollständig nach Korschenbroich eingemeindet wurde.

## Haus Steinhausen
Eine Burg in Steinhausen wurde 1382 und 1392 erstmals erwähnt. Es handelte sich dabei um einen Rittersitz von Liedberg, die in der Regel als Haus bezeichnet wurde. Der Name Haus Steinhausen geht auf das Jahr 1460 zurück. Danach wurde die Anlage als Looshof bezeichnet, 1800 wurde ein Teil dieses Hofes abgerissen. Anfang des 19. Jahrhunderts wurde das Haus aufgegeben und zwischen 1866 und 1896 vollständig abgerissen. Das 60 mal 80 Meter große, unbebaute Areal ist heute als Bodendenkmal der Stadt Korschenbroich ausgewiesen.

## Verkehr und Wirtschaft
Liedberg und Steinhausen trennt die von Mönchengladbach nach Neuss führende Bundesstraße B230. Die nächste Autobahnanschlussstelle ist Grevenbroich-Kapellen an der A 46. Im Öffentlichen Nahverkehr gibt es Verbindungen nach Neuss und Rheydt sowie nach Korschenbroich und Mönchengladbach.
Steinhausen war lange landwirtschaftlich geprägt. Heute gibt es nur noch wenige aktive Bauernhöfe. Gewerbe gab es bis Ende des 20. Jahrhunderts mit den Landhandels-Betrieben Hubert Stappen und Windges Mühle, zwei Metzgereien, zwei Bäckereien, vier Lebensmittelgeschäften, zwei Bankzweigstellen (Sparkasse Korschenbroich und Volksbank Giesenkirchen), dem Reitstall Hoster, einigen Handwerksbetrieben und vier Wirtschaften. Von diesen sind im 21. Jahrhundert nur die über die Region hinaus bekannte Gasthaus Stappen verblieben, welche seit weit über 100 Jahren besteht. Es ist auch neues Gewerbe entstanden.